# Lại Thế Khanh
Lại Thế Khanh (賴世卿, ? - 1578) là đại thần có công giúp nhà Lê trung hưng thời chiến tranh Lê-Mạc trong lịch sử Việt Nam. Con rể ông là  Thành tổ Triết vương Trịnh Tùng.

## Sự nghiệp
Lại Thế Khanh người thôn Đông xã Quang Lãng, huyện Tống Sơn, phủ Hà Trung, tỉnh Thanh Hóa (nay là thôn Đông xã Hà Dương, huyện Hà Trung, tỉnh Thanh Hóa). Sinh ra trong một gia đình đại danh gia vọng tộc, là con cháu đời thứ 7 Họ Lại Việt Nam. Cha là Hữu phủ Lương Quận công Lại Thế Đạt. Ông là cháu của Thái bảo Nhân Quận công Lại Thế Tưởng, chắt của Thái bảo Tín Quận công Lại Thế Lạc, chút của Diễn Khanh hầu Lại Thế Gia, chít của Trung Đô Phủ Doãn Lại Thế Tương.
Lại Thế Khanh gọi Thái sư Dương Quốc công Lại Thế Vinh là bác ruột và gọi Thế tổ Minh Khang Thái vương Chính phi Lại Thị Ngọc Trân là cô ruột. Trịnh Cối là em con cô ruột của ông.
Khi nhà Hậu Lê tái lập chống nhà Mạc, ông đi theo vua Lê Trang Tông, có công giúp Trịnh Kiểm chống quân Mạc, được phong làm An Quận công (Yên Quận công).
Thời vua Lê Anh Tông, khi Trịnh Kiểm mang quân ra bắc, Lại Thế Khanh cùng Vũ Sư Thước trấn giữ cửa biển. Đúng lúc đó Mạc Kính Điển mang đại quân vào đánh Thanh Hóa. Quân chủ lực của Trịnh Kiểm không kịp trở về, Lại Thế Khanh liệu thế không chống nổi quân Mạc phải lui về giữ An Trường. Khi Mạc Kính Điển tiến đến, ông cùng Vũ Sư Thước hợp sức kháng cự. Ít lâu sau Nguyễn Hữu Liêu kéo đến tiếp ứng, quân Mạc không thắng được phải rút lui.
Năm 1570, Trịnh Kiểm mất. Lại Thế Khanh đang giữ cửa biển Chi Long, Thần Phù. Con lớn của Trịnh Kiểm là Trịnh Cối tranh quyền với em là Trịnh Tùng thất bại, bèn sang hàng nhà Mạc. Lại Thế Khanh rút về nam, qua Cẩm Thủy đến An Trường hội binh với Trịnh Tùng.
Sau khi củng cố lực lượng, quân Lê lại ra bắc. Lại Thế Khanh cầm quân đánh chiếm được các huyện Tống Sơn, Nga Sơn. Năm 1571 triều đình luận công, ông được thăng làm Thiếu phó.
Năm 1572, quân Mạc vào đánh Nghệ An, Lại Thế Khanh mang quân cứu viện. Khi ông đến nơi thì quân Mạc đã rút lui.
Ngày 2 tháng 2 năm Ất Hợi (1575), Thái phó Yên Quận công Lại Thế Khanh vâng mệnh làm Đề điệu, Bùi Khắc Nhất vâng mệnh làm Giám thí trường thi Nghệ An phụng thi sĩ tử.
Năm 1578 thời Lê Thế Tông, Lại Thế Khanh qua đời, được truy tặng là Thái tể Khiêm quốc công gia phong Cẩn Lễ công. Ngày giỗ được triều đình ban lễ Thái Lao, được cấp tạo lệ phụng sự từ đường.

## Hậu duệ

### Con trai
1. Thiếu bảo Lễ Quận công Lại Thế Thương
2. Con trai thứ hai là Đô đôc Tiên Quận công Lại Thế Định
3. con trai thứ ba là Hữu đô đốc Hào Quận công Lại Thế Hiển

### Con gái
1. Thành Tổ Triết vương Chính phi Lại Thị Ngọc Nhu là Chính thất của Triết Vương Trịnh Tùng, sinh Vương tử trưởng Tín Lễ công Trịnh Túc.Tên thuỵ Từ Huệ.
2. Phú Quận công Liệt phu nhân Lại Thị Sản là thứ thất Phú Quận công Bùi Khắc Nhất, sinh con gái là Bùi Thị Khuê vào hầu Triết vương Trịnh Tùng, sinh ra Tựu quận công Trịnh Triều.

Con cháu Lại Thế Khanh được ấm phong công thần tử, công thần tôn.
Ngày 9/12/2011 đền thờ Lại Thế Khanh tại xã Hà Dương, huyện Hà Trung, tỉnh Thanh Hóa đã được UBND tỉnh công nhận xếp hạng di tích lịch sử văn hóa theo quyết định số 4073/QĐ-UBND.

## Ghi danh
Tháng 12 năm 2011, đền thờ Lại Thế Khanh tại xã Hà Dương, huyện Hà Trung đã được xếp hạng di tích lịch sử văn hóa cấp tỉnh.